# Phantom vibration syndrome
Phantom vibration syndrome ("fantoomvibratiesyndroom") komt voor wanneer iemand zijn of haar mobiele telefoon voelt trillen of hoort rinkelen, terwijl deze dat in feite niet doet.  
Fantoomvibratie kan bijvoorbeeld worden ervaren tijdens het nemen van een douche, het kijken naar televisie of tijdens het gebruik van een luidruchtig apparaat. De mens is met name gevoelig voor auditieve tonen tussen de 1.000 en 6.000 hertz, en basis-belsignalen van mobiele telefoons vallen vaak binnen dit bereik. Deze frequentie is in het algemeen moeilijk ruimtelijk te lokaliseren, waardoor mogelijk verwarring ontstaat indien het geluid van een afstand wordt waargenomen. 
Het syndroom kan vergeleken worden met iets zoals het "naakte" gevoel dat wordt ervaren bij het niet dragen van bijvoorbeeld een bril of ander item.
Sommige deurbellen of beltonen zijn geïnspireerd op aangename klanken uit de natuur. Dit heeft een averechts effect wanneer dergelijke apparaten worden gebruikt in landelijke gebieden waarin het oorspronkelijke geluid voorkomt. De gebruiker moet dan telkens bepalen of het geluid het werkelijke natuurlijke geluid is of het apparaat. 